# Lotus Script
LotusScript（ロータス・スクリプト）は、IBMのロータスブランドのソフトウェアに搭載されている、定型業務を自動化するためのスクリプト言語である。

## 概要
グループウェア製品のNotes/Dominoや、オフィススイート製品のSuperOfficeに搭載されている。文法はマイクロソフトのVisual Basic for Applications (VBA) と似ており、VBA互換とも言われる。
文法としてはBASIC言語類似であるが、オブジェクト指向の概念を取り込んでおり、特に画面上の文字、（データベース）フィールド、図形あるいはアプリケーションの画面制御等、ユーザーがメニュー等の操作で可能な操作はほとんどスクリプト化できる。これにより、マクロでは不可能なきめ細やかなアプリケーションの制御、自動化、システム開発が可能になる。
また、ロータス・スーパーオフィスに含まれる製品は、マクロをLotusScriptに変換することができる。そのため、マクロを改造しきめ細やかな動作をさせるようなことも可能である。
なお、MS-DOS版の1-2-3のマクロは、LotusScriptとは別物である。またLotus Notesの設計では、1-2-3のマクロ言語に似た式/関数言語の他、R4から追加されたLotusScript、更に追加されたJavaScriptが使用できる。